# Greatest Heavyweights
Greatest Heavyweights est un jeu vidéo de boxe sorti en 1993 sur Mega Drive. Le jeu a été édité par Sega.